# Ракетен крайцер
Ракетен крайцер е подклас на крайцерите, военен кораб с голяма водоизместимост, имащ многоцелево предназначение и въоръжен преимуществено с пускови установки за управляеми ракети. Широко разпространен е също и терминът крайцер УРО (с управляемо ракетно оръжие), в англоезичните страни съответно Guided Missile Cruiser (във ВМС на САЩ). Следва да се отбележат особените национални класификации: в американския флот терминът „ракетен“ (CG, DG, FG) означава кораб, снабден със ЗРК за зонална отбрана, а в съветския/руския ВМФ приставката „ракетен“ означава наличието на противокорабен ракетен комплекс (ПКРК).

## Преоборудвани ракетни крайцери

### Американски крайцери
Разработката на първите зенитни управляеми ракети, започнала в САЩ от края на 1940-те години, кара командването на флота да се замисли за избора на подходящи носители за новото оръжие. Тъй като американският флот е не само огромен по размер, но и се състои в голямата си част от нови кораби, строителството на допълнителни бойни единици не изглежда разумно. Доста по-привлекателни са плановете за преустройство на съществуващи кораби в ракетни и най-подходящи в този план са били крайцерите, особено отчитайки немалките габарити на първите управляеми ракети.
За първите крайцери ракетоносци в американския флот може условно да се приемат 4 кораба от типа „Балтимор“, модернизирани в периода 1954 – 1955 г. за използване на крилатите ракети „Регулус-1“, клас „кораб-бряг“. Преоборудването се свежда до замяната на хидросамолетите с крилати ракети, които се помещават в същия подпалубен хангар. Боекомплектът се състои от 4 крилати ракети. Цялото останало въоръжение на тежките крайцери е съхранено, поради което тези кораби не са считани за истински ракетоносци.

#### Проектът „Бостън“
Фактически първите „истински“ ракетни крайцери в американския флот стават „Бостън“ (на английски: USS Boston CAG-1) и „Канбера“ (на английски: CAG-2 Canberra), принадлежащи към класа на тежките крайцери от тип „Балтимор“. През 1952 – 1956 г. те преминават през преоборудване, в хода на което получават по две сдвоени установки за ЗРК „Териер“ вместо кърмовите кули на главния и универсалния калибър. За поместването на новото оръжие и оборудването, осигуряващо неговата работа, обемът на надстройките на корабите са увеличени почти два пъти, заменят фокмачтата с усилена и вместо два комина оставят само един. Неувереността в новото оръжие и потребността от артилерийска поддръжка за операции против брега, кара флота да съхрани щатната артилерия в носовата част.
Наличието на мощна артилерия предопределя използването на крайцерите при бреговете на Виетнам в хода на Виетнамската война. В хода на обстрелите на крайбрежието се изяснява опасността от отсъствието при тези кораби на артилерийски огън в кърмовия сектор – виетнамските брегови батареи често откриват огън в момент на отход на американците, когато те не могат да отговорят. „Бостън“ сериозно пострадва от техния обстрел през 1972 г., а през 1968 г. е повреден вследствие на погрешна атака на своите щурмови самолети. Значителната амортизация на крайцерите води до това, че те не са подлагани на сериозна модернизация в хода на службата и са извадени от състава на флота през 1970 г.

#### Проектът „Галвистън“ – „Провидънс“
Тъй като тежките крайцери с тяхната 203-mm артилерия са смятани за прекалено ценни единици, ръководството на американския флот отделя за последваща преустройка в ракетни шест леки крайцери от тип „Кливланд“. Те са разделени на две групи по три единици за поставяне на ЗРК „Териер“ и „Талос“ съответно. Предполага се преоборудването им по образец на „бостъните“ със съхраняване на цялото артилерийско въоръжение в носовата част. Тези планове са осъществени само по отношение на главните кораби от двете групи, „Галвистън“ (на английски: CLG-3 Galveston)и „Топека“ (на английски: CLG-8 Topeka). Първият получава две сдвоени ПУ за ракетите „Териер“ с боекомплект 120 единици, вторият две ПУ за ракетите „Талос“ с боезапас 52 единици. ЗРК за далечно действие „Талос“ притежава прекрасни за своето време характеристики по далечина и таван на стрелбата, но огромните двустепенни ракети с маса над 3 тона трябва да се съхраняват в разглобено състояние, което рязко снижава фактическия темп на стрелбата.
Много бързо става ясно, че за новото въоръжение и оборудване мястото на крайцерите е малко, за това следващите крайцери се модернизират по-радикално. Артилерията е съкратена до две кули със 152- и 127-mm оръдия, носовата надстройка съществено е увеличена, а в средата на корпуса поставят огромна решетеста мачта за радарите. Линията на „Галвистън“ продължават „Литъл Рок“ (на английски: CLG-4 Little Rock) и „Оклахома“ (на английски: CLG-5 Oklahoma City), а по образец „Топека“ преустройват „Провидънс“ (на английски: CLG-6 Providence) и „Спрингфилд“ (на английски: CLG-7 Springfield). Тези хибриди не се смятат за особено удачни кораби, макар внедрените през 1960-те години по-съвършени модели ракети да повишават техния боен потенциал. Последният крайцер от тези типове е списан чак през 1979 г.

#### Проектът „Олбани“
През 1962 г. в състава на флота влизат три радикално преоборудвани крайцери от тип „Балтимор“ – „Олбани“ (на английски: CG-10 Albany), „Чикаго“ (на английски: CG-11 Chicago) и „Колумбус“ (на английски: CG-12 Columbus). Тяхното главно въоръжение за пръв път стават ракетите – крайцерите получават по две сдвоени ПУ за ЗРК „Талос“ и „Териер“. Цялото старо артилерийско въоръжение е заменено с две универсални еднооръдейни установки Мк-30, което позволява да се достигне общ боекомплект от 188 зенитни ракети. Това въоръжение се допълва от осемконтейнерна пускова установка „Асрок“. Има планове за преоборудване в ракетен на „големия“ (фактически линеен) крайцер „Аляска“ (на английски: CB-1 Alaska), но по финансови причини те са отклонени.
Американските ракетни крайцери активно се използват във военните действия против Демократична република Виетнам. В задачите на корабите влизат подсигуряването на ПВО, а също и артилерийски обстрели на брега. Противодействието на виетнамците е спорадично, но понякога крайцерите успяват да се изтъкнат. Така например през април 1972 г. крайцерът „Чикаго“ отразява въздушна атака, сваляйки МиГ-17 на дистанция 70 km с помощта на ЗРК „Талос“.
Всички кораби от тези типове са изведени от състава на флота през 1970-те години.
| Сравнителни ТТХ на преустроените ракетни крайцери на САЩ |                                                        |                                      |                                      |                                                                        |
| Характеристики                                           | „Бостън“                                               | „Галвистън“                          | „Провидънс“                          | „Олбани“                                                               |
| Водоизместимост, стандартна/пълна, t                     | 13 589/17 947                                          | 11 106/15 152                        | 11 106/15 152                        | 14 394/18 777                                                          |
| Силова установка                                         | Паротурбинна, 120 000 к.с.                             | Паротурбинна, 100 000 к.с.           | Паротурбинна, 100 000 к.с.           | Паротурбинна, 120 000 к.с.                                             |
| Максимална скорост, възела                               | 33                                                     | 32                                   | 32                                   | 32                                                                     |
| Далечина на плаване, мили на скорост, възела             | 7300/20                                                | 8000/15                              | 8000/15                              | 7000/15                                                                |
| Ракетно въоръжение, ПУ, брой ракети                      | ЗРК Terrier – 2 × 2 (72)                               | ЗРК Talos – 1 × 2 (46)               | ЗРК Terrier – 1 × 2 (120)            | ЗРК Talos – 2 × 2 (52), ЗРК Tartar – 2 × 2 (42) ПЛРК ASROC – 1 × 8 (8) |
| Артилерийско въоръжение                                  | 2 × 3 – 203-mm/55, 5 × 2 – 127-mm/38, 4 × 2 – 76-mm/50 | 1 × 3 – 152-mm/47, 1 × 2 – 127-mm/38 | 1 × 3 – 152-mm/47, 1 × 2 – 127-mm/38 | 2 × 1 – 127-mm/38                                                      |
| Торпедно въоръжение                                      | Няма                                                   | Няма                                 | Няма                                 | 2 × 3 – 324-mm ТА                                                      |
| Екипаж                                                   | 1544                                                   | 1382                                 | 1382                                 | 1266                                                                   |

### Европейски крайцери
Строителството на европейски крайцери в първия следвоенен период е крайно ограничено. Фактически само се дострояват кораби, заложени още по време на войната, и се преоборудват вече съществуващи кораби.
Великобритания, независимо от желанието на Кралския флот да се приобщи към най-новите технологии, не строи ракетни крайцери до началото на 1960-те години. Има само възможност да се достроят като ракетни трите крайцера от типа „Тайгър“, но британската политика по това време декларира желанието флотът да е въоръжен изключително със собствено производство оръжие, а до края на 1950-те британските корабни ЗРК не са окончателно довършени. В резултат крайцерите влизат в строй като чисто артилерийски, ставайки последните в света кораби от този тип. На границата на 1960-те и 1970-те години те преминават преоборудване на крайцери-вертолетоносачи и получават ЗРК за близко действие „Сий Кет“.
Французите през 1956 г. дострояват крайцера „Де Грас“, заложен още през 1938 г., като крайцер ПВО с универсална артилерия. В 1959 г. по образец на „Де Грас“ построяват още един крайцер – „Колбер“, също въоръжен с универсална артилерия калибър 127 и 57 mm. В периода 1970 – 1972 г. „Колбер“ преминава модернизация с поставянето на ЗРК „Масурка“. Освен това значително се променя по състав артилерията, включваща сега най-новите 100-милиметрови оръдия Model 68 и намален брой зенитни автомати. По-късно поставят и ПУ за ПКР „Екзосе“. „Колбер“ е изваден от флота през 1991 г.
Доста необичаен се оказва италианският проект. През 1957 – 1961 г. е преоборудван крайцерът „Джузепе Гарибалди“, построен още преди Втората световна война. Старата артилерия е свалена и заменена с универсални автоматични оръдия калибър 135 mm и 76 mm. На кърмата е поставена сдвоена ПУ за ЗРК „Териер“ със солиден боекомплект. Освен това той получава и четири шахти за балистични ракети „Поларис“, производство на САЩ. Това е направено в рамките на програма на НАТО, предвиждаща поставянето на балистични ракети на големите кораби на блока. Обаче след Карибската криза програмата е отменена и „Джузепе Гарибалди“ така и не получава ракетите „Поларис“. Крайцерът е отписан от флота през 1972 г.
Холандците дострояват към 1953 г. двата крайцера от тип „Де Зевен Провинсен“, заложени още през 1939 г. В съответствие с новите изисквания крайцерите получават много мощна и скорострелна артилерия на главния калибър, способна да стреля и по въздушни цели, а също и шведските зенитни автомати калибър 57 и 40 mm. Но за командването на ВМС на Нидерландия крайцерите са недостатъчно съвършени и през 1962 – 1964 г. „Де Зевен Провинсен“ претърпява радикална реконструкция. Кърмовите кули на главния калибър са свалени, както и част от зенитните автомати, а на тяхно място поставят сдвоена ПУ за ЗРК „Териер“. Съществени изменения претърпява и електрониката на кораба, след което се променя и външният му вид. През 1978 г. „Де Зевен Провинсен“ е продаден на Перу, като комплексът „Териер“ преди това е свален, а на негово място е оборудван хангар за вертолети.
| Сравнителни ТТХ на преустроените европейски ракетни крайцери |                                                    |                                    |                                               |
| Характеристики                                               | „Колбер“                                           | „Джузепе Гарибалди“                | „Де Зевен Провинсен“                          |
| Държава                                                      | Франция                                            | Италия                             | Нидерландия                                   |
| Водоизместимост, нормална/пълна, t                           | 8500/11 300                                        | 9802/11 600                        | 9529/11 850                                   |
| Силова установка                                             | Паротурбинна 86 000 к.с.                           | Паротурбинна 85 000 к.с.           | Паротурбинна 85 000 к.с.                      |
| Максимална скорост, възела                                   | 31,5                                               | 30                                 | 32                                            |
| Далечина на плаване, мили на скорост, възела                 | 4000/25                                            | 4000/20                            | ?                                             |
| Ракетно въоръжение, ПУ, брой ракети                          | ЗРК MASURCA – 1 × 2 (48) ПКРК Exocet MM 38 – 4 × 1 | ЗРК Terrier – 1 × 2 (72)           | ЗРК Terrier – 1 × 2 (40)                      |
| Артилерийско въоръжение                                      | 2 × 1 – 100-mm/55 6 × 2 – 57-mm                    | 2 × 2 – 135-mm/45 8 × 1 – 76-mm/62 | 2 × 2 – 152-mm/53 3 × 2 – 57-mm 4 × 1 – 40-mm |
| Авиационно въоръжение                                        | Няма                                               | 1 вертолет                         | Няма                                          |
| Екипаж                                                       | 560                                                | 694                                | 973                                           |

### Съветски крайцери
Внедряването на новото оръжие на вече построените кораби преминава във ВМФ на СССР под голямото влияние на личните възгледи на Никита Хрушчов, увлечен по ракетите и недолюбващ големите кораби. Особено раздразнение предизвикват у него новите крайцери от проект „68-бис“. Ръководството на СССР разбира, че бойната ценност на артилерийските кораби в условията на превъзходство по море и по въздух на въоръжените сили на вероятния противник, развитието на ракетното въоръжение, реактивната авиация и същественото повишение на възможностите на подводниците, е крайно ниска. При това имат думата и финансовите ограничения, строителството и експлоатацията на големи артилерийски кораби отнема ресурси от по-перспективните проекти.

Сега, когато има самолети ракетоносци и има ракети, които може да се изстрелват по целта от голямо разстояние, недосегаемо за артилерията на корабите, положението вече е друго. За това може да се каже, че днес линкорите и крайцерите са плаващи ковчези, те са остарели.
При тези условия ръководството на флота активизира усилията си по преоборудване на крайцерите в съответствие с новите настроения по върховете. Първоначално се предполага преоборудването на 4 строящи се крайцера „68-бис“ в носители на „реактивно въоръжение за близко действие“ по проект 67. Набелязан е отказ от артилерията на главния калибър, поставяйки вместо нея две сдвоени ПУ за противокорабни ракети КСС. За провеждане на изпитанията на това оръжие през 1955 г. крайцерът „Адмирал Нахимов“ е преоборудван по проекта 68Е. Махайки артилерията от носовата кула, поставят еднорелсова ПУ за ракетите. Изпитанията преминават неуспешно, а самата ракета е оценена като маломощна за крайцера.

Ракетите, след като преминат само ходови изпитания, често се поставят на кораба в ущърб на техните бойни качества, всъщност навярно и против здравия смисъл… Защо например трябва да се поставя на крайцера „Нахимов“ бреговият комплекс КСС? Отначало е видно, че той не е жизнеспособен.
Почти едновременно започва програмата за преобразуването на крайцерите от проекта „68-бис“ в кораби за ПВО от проект 70. Плановете са да се свалят всички кули на главния калибър и да се заменят със сдвоени ПУ на зенитния комплекс М-2 „Волхов-М“. За отработка на комплекса през 1957 – 1958 г. е преоборудван крайцерът „Дзержинский“ по проект 70Е, снабдявайки го с една ракетна ПУ вместо кърмовата издигната кула на главния калибър. Изпитанията преминават сравнително успешно, но адмиралите не харесват малкия боезапас (10 ракети) и солидните габарити на ракетите от комплекса. Вследствие на това е прекратена разработката на проект 71, в който по план се съхраняват носовите артилерийски кули, а кърмовите се заменят с две ПУ за ЗРК „Волхов-М“.
Накрая през 1958 г. започва разработката на крайцерите от проект 64, в които трябва да се превърнат вече заложените артилерийски крайцери от проекта 68бис-ЗИФ. На тях е планирано да се установят ПУ за крилатите ракети П-6, а също и ПУ за ЗРК М-3 с голяма далечина на действие и М-1 „Волна“ с малък обсег. Цялата артилерия на главния калибър трябва да се премахне. Преустройката на главния крайцер „Кронщат“ започва през 1958 г., но в края на същата година работите са прекратени и всички недостроени крайцери отиват за скрап.
Така в резултат на всички усилия съветският ВМФ получава само един крайцер – „Дзержинский“, снабден с ракетно оръжие, но той почти веднага е прекласифициран на учебен. Той е изведен от състава на ВМФ през 1988 г.
| Сравнителини ТТХ на преустроените ракетни крайцери на СССР от 1950-те г. |                           |                                                           |                           |                                       |                                       |
|                                                                          | Проект 67 (непостроен)    | Проект 64 (непостроен)                                    | Проект 70 (непостроен)    | Проект 70Э                            | Проект 71 (непостроен)                |
| Водоизместимост, нормална/пълна, t                                       | 13 140/16 050             | ?/≈16 400                                                 | 13 450/16 610             | 12 970/16 070                         | 13 410/16 590                         |
| Силова установка                                                         | Паротурбинна 110 000 к.с. | Паротурбинна 110 000 к.с.                                 | Паротурбинна 110 000 к.с. | Паротурбинна 110 000 к.с.             | Паротурбинна 110 000 к.с.             |
| Максимална скорост, възела                                               | 31,5                      | 31,5                                                      | 31,5                      | 32                                    | 31,5                                  |
| Далечина на плаване, мили на скорост, възела                             | 4700/17                   | 4700/17                                                   | 5300/17                   | 7400/17                               | 5500/17                               |
| Ракетно въоръжение, ПУ, брой ракети                                      | ПКРК „Стрела“ – 2х2 (19)  | ПКРК П-6 – 3×4 (12) ЗРК М-3 − 2×2 (20) ЗРК М-1 – 4×2 (64) | ЗРК М-2 – 4x2 (44)        | ЗРК М-2 – 1×2 (10)                    | ЗРК М-2 – 2×2 (22)                    |
| Артилерийско въоръжение                                                  | 4х2 − 100-mm 6х4 – 57-mm  | 4х2 − 76-mm                                               | 6х2 – 100-mm 5х4 – 57-mm  | 3х3 – 152-mm 6×2 – 100-mm 8×2 – 37-mm | 2х3 – 152-mm 4×2 – 100-mm 4×4 – 57-mm |
| Авиационно въоръжение                                                    | —                         | —                                                         | 2                         | —                                     | 1                                     |
| Екипаж                                                                   | 980                       | ?                                                         | 1012                      | 1266                                  | 1035                                  |

## Първи ракетни крайцери специална постройка

### САЩ
От края на 1950-те години САЩ пристъпват към масово строителство на ракетни кораби за нуждите на океанския ескорт – охрана на авионосните съединения и конвоите. Новото въоръжение води до ръст на водоизместимостта и корабите се получават доста по-големи от разрушителите, за това и новата им класификация във флота на САЩ е лидер на есминците и по-конкретно ракетни лидери (Guided Missile Destroyer Leader, DLG) или атомни ракетни лидери (Nuclear-Powered Guided Missile Destroyer Leader, DLGN). Впоследствие тези бойни единици, съхранявайки официалното си обозначение като лидери, започват официално да се именуват ракетни фрегати (Guided Missile Frigate). Подобна класификация рязко отличава американския флот сред другите за това и на 30 юни 1975 г. във ВМС на САЩ има прекласификация с оглед на международните стандарти и големите фрегати започват да се именуват крайцери (CG Cruiser Guided).

#### Проект „Лонг Бийч“
Проектирането на първия в света ракетен крайцер по специален проект „Лонг Бийч“ (на английски: Long Beach) започва през 1955 г. Този кораб става също и първият в света надводен боен кораб с атомна енергетична установка (ЯЕУ). Недостатъчната мощност на ЯЕУ, проектът на която се базира на енергетична установка за атомна подводница, принуждава оборудването на „Лонг Бийч“ с две такива установки. Характерно е, че водоизместимостта на крайцера първоначално е ограничена на 7800 тона, а в процеса на проектирането започва неудържимо да расте. На кораба е планирано поставянето на най-разнообразни системи въоръжение, включая и пускови установки за крилатите ракети „Регулус“, а след свалянето им от въоръжение – на осем шахти за „балистични ракети Поларис“. Обаче всички тези планове в крайна сметка са отменени.
Основно оръжие на крайцерите стават зенитните и противолодъчните ракетни комплекси – един ЗРК „Талос“, два ЗРК „Териер“ и ПЛРК ASROC. Задачата за откриване на въздушните цели се възлага на принципно новите РЛС с фазирани антенни решетки AN/SPS-32 и AN/SPS-33. Също за първи път на кораб се появява бойната информационно-управляваща система NTDS. Артилерия в първоначалния проект не се предвижда въобще, но е поставена вече в хода на експлоатацията, по лично настояване на президента на САЩ Дж. Кенеди, имащ възможността лично да наблюдава неуспешни ракетни стрелби на американския флот.
Цената за всички тези придобивки е ръст на водоизместимостта, надвишила 16 хиляди тона, многочислен екипаж и прекалено високата стойност. „Лонг Бийч“ струва на бюджета 332,85 милиона долара. – шест пъти повече от крайцерите от тип „Лийхи“. В резултат на това, флотът се отказва от серийно строителство на такива кораби и „Лонг Бийч“ става „белият слон“ на американските ВМС. Независимо от уникалността корабът взема активно участие в действията на американския флот край бреговете на Виетнам и сваля два МиГа на дистанция 65 km.
В хода на експлоатацията си „Лонг Бийч“ има редица модернизации със замяна на радарите и въоръжението. Крайцерът получава нови РЛС, ЗРК „Тайлос“ е свален, а останалите ПУ се използват за ракетите „Стандарт“, поставени са ПУ ПКР „Харпун“ и ЗАК „Вулкан-Фаланкс“. През 1977 г. има планове за основно преустройсто на „Лонг Бийч“ с поставянето на системата „Аеджис“, но после решават, че крайцерът е прекалено износен и такава модернизация няма да е оправдана. „Лонг Бийч“ е списан през 1994 г.

#### Проекти „Лийхи“ – „Бейнбридж“
Получавайки определен опит в експлоатацията на крайцери, снабдени със ЗРК, американците стигат до извода, че стойността на модернизацията на тези вече много амортизирани кораби е прекалено голяма и неоправдана. Заедно с това, изпитанията на разрушителя „Гаят“ (на английски: USS Gyatt (DD-712)) от тип „Гиъринг“, въоръжен през 1956 г. със ЗРК „Териер“, показват, че този комплекс е прекалено голям за разрушител. В резултат флотът на САЩ се съсредоточава в серийното строителство на кораби, заемащи по размер междинно място между крайцерите и разрушителите. В периода 1959 – 1961 г. е построена серията ракетни фрегати от тип „Фарагут“, станали основа за развитие на разрушителите от тип „Мичър“. През 1975 г. корабите от типа „Фарагут“ са преведени в класа на ракетните разрушители.
Ракетните фрегати от тип „Лийхи“ стават усъвършенствана версия на фрегатите от тип „Фарагут“. През 1962 – 1964 г. флота получава 9 кораба от типа „Лийхи“ (на английски: Leahy), стандартната водоизместимост на които не достига и 6000 тона. Тяхната основна разлика спрямо прототипа става замяната на носовата 127-милиметрова арт-установка Mark 42 на втора ПУ за ЗРК. Това на свой ред води до удължаване на полубака за съхраняване на ракетите и ръст на водоизместимостта. Впоследствие това архитектурно решение се прилага и при последващите ракетни фрегати.
Основната задача на тези кораби е осигуряването на ПВО на авионосните групи затова и въоръжението на корабите носи почти изключително зенитен характер – две сдвоени ПУ „Териер“ с 80 ракети. Допълва ги осемконтейнерен ПЛРК ASROC, работата на който се подсигурява от мощната хидроакустична станция (ХАС) SQS-23. Артилерийското въоръжение е слабо – две сдвоени 76 mm установки Mk-33. За базиране на вертолет има площадка, но няма хангар. В периода 1966 – 1968 г. те са превъоръжени с ракети Standart SM-1, а от 1985 г. всички крайцери от този тип преминават модернизация, в хода на която получават възможност да използват ракетите Standart SM-2ER. Оръдията Mk-33 са заменени с ПУ за ПКР „Харпун“. Всички крайцери от този тип са списани 1993 – 1994 г.
За съпровождане на единствения по онова време атомен самолетоносач „Ентърпрайз“ (на английски: Enterprise) създават и атомна версия – „Бейнбридж“ (на английски: Bainbridge), построен в единствен екземпляр, който при идентично въоръжение се оказва с повече от 2000 тона по-тежък. Впрочем пълната водоизместимост на тези кораби е еднакво. „Бейнбридж“ преминава същите модернизации, както и крайцерите от тип „Лийхи“ и е списан през 1995 г.

#### Проект „Белнап“ – „Трукстън“
Следващата серия ракетни фрегати стават корабите от типа „Белнап“ (на английски: Belknap), влезли в строй в периода 1964 – 1967 г. Броят ПУ за ЗРК е съкратен на една в носовата част, но вече тя може да изстрелва както зенитни, така и противолодъчни ракети. Вместо втора ПУ фрегатите получават пълноценен хангар за вертолет и универсална 127 mm артилерийска установка, разположени на кърмата. За първи път на кораби от такъв клас се поставя БИУС NTDS. Големи надежди са възлагани на новата ХАС SQS-26, която трябва да повиши противолодъчните възможности на корабите. За борба с подводници на голяма дистанция са предназначени безпилотните вертолети от типа DASH, които на борда има до три единици, но на практика те не оправдават очакванията възложени на тях. Радиоелектронното оборудване е усъвършенствано, а далечината на плаване нараства до една трета. Фрегатите от този тип участват във Виетнамската война, в хода на която записват на сметката си няколко МиГа и даже една ПКР, свалена с ракета от крайцера „Стерет“ (на английски: Sterett) – първият подобен случай в историята на войните по море. После те са модернизирани по образец на крайцерите от тип „Лийхи.“ Всички крайцери от този тип са списани 1993 – 1995 г.
Общо флотът поръчва 10 фрегати от тип „Белнап“, но при обсъждането на военния бюджет Конгресът на САЩ изразява желание да се построи още една атомна фрегата. Първоначално моряците искат да повторят проекта „Бейнбридж“, но желанието да имат по-съвършена бойна единица води до появата на атомен „близнак“ на фрегатите от тип „Белнап“ – „Трукстън“ (на английски: Truxtun). Стойността на „Трукстън“ достига 163,2 милиона долара, в строй влиза през 1967 г. Той има същите модернизации, както при типа „Белнап“, и е списан през 1995 г.

#### Проект „Тифон“
Независимо от това, че ЗРК от серията 3-Т (Talos, Terrier, Tartar) се отличават с доста високи по мерките на 1950-те години характеристики, американският флот не е напълно удовлетворен от своите комплекси. Основен недостатък е ограниченият брой канали за наводка на ракетите. Това дава на потенциалния противник възможност да премине през ПВО на съединението за сметка на масирана атака, водещи до запълването на СУО на ЗРК.
В опит да се реши този проблем американската компания „Бендикс“ (на английски: Bendix) получава поръчка за разработка на бойната система „Тифон“ (на английски: Typhon). Комплексът се разработва в два варианта: за средна далечина Typhon MR с ракети RIM-55 и за далечна отбрана Typhon LR с ракетите RIM −50. Отличителни черти на проекта трябва да станат РЛС AN/SPG-59 с фазирана антенна решетка и принципа за наводка на ракетите, предвиждащ обработката на отразените радиолокационни сигнали от ракетите на самия кораб. Предполага се така да се осигури търсената многоканалност на наводката. Typhon MR трябва да поразява цели до 75 km, Typhon LR до 200, а в перспектива до 370 km.
За притежаващия толкова високи характеристики ЗРК незабавно, даже без да се изчакат изпитанията, започват да проектират кораби. Най-изпипан е проектът за ракетна фрегата DLGN, подготвен към 1961 г. Внушителният атомоход трябва да носи по една ПУ „Тифон“ за голяма и средна далечина, а също универсално оръдие и системи за ПЛО. Като по-евтина алтернатива се спряга и преоборудването с „Тифон“ на тежкия крайцер „Нюпорт Нюз“.
Независимо от впечатляващите перспективи ВМС на САЩ така и не получават новия ЗРК. „Тифон“ се оказва прекалено сложна и скъпа система, изпитанията минават с големи трудности и през 1963 г. министърът на отбраната на САЩ Робърт Макнамара закрива програмата.
| Сравнителни ТТХ на ракетните крайцери на САЩ от 1960-те г. |                                                                            |                                                  |                                                  |                                        |                                        |                                                                      |
|                                                            | „Лонг Бийч“                                                                | „Лийхи“                                          | „Бейнбридж“                                      | „Белнап“                               | „Трукстън“                             | DLGN (проект)                                                        |
| Водоизместимост, стандартна/пълна, t                       | 15 111/16 602                                                              | 5146/7590                                        | 7250/7982                                        | 5409/7890                              | 8149/8927                              | 10 000/12 000                                                        |
| Силова установка                                           | Ядрена, 80 000 к.с.                                                        | Паротурбинна, 85 000 к. с.                       | Ядрена, 60 000 к.с.                              | Паротурбинна, 85 000 к.с.              | Ядрена, 60 000 к.с.                    | Ядрена, 60 000 к.с.                                                  |
| Максимална скорост, възела                                 | 30                                                                         | 32                                               | 30                                               | 32                                     | 30                                     | 30                                                                   |
| Далечина на плаване, мили на скорост, възела               | Неограничена                                                               | 8000/20                                          | Неограничена                                     | 7100/20                                | Неограничена                           | Неограничена                                                         |
| Автономност, денонощия                                     | 56                                                                         | 28                                               | 56                                               | 28                                     | 56                                     | 56                                                                   |
| Ракетно въоръжение, ПУ, брой ракети                        | ЗРК Talos – 1 × 2 (52), ЗРК Terrier – 2 × 2 (120), ПЛРК ASROC – 1 × 8 (20) | ЗРК Terrier – 2 × 2 (40), ПЛРК ASROC – 1 × 8 (8) | ЗРК Terrier – 2 × 2 (40), ПЛРК ASROC – 1 × 8 (8) | ЗРК Terrier/ПЛРК ASROC – 1 × 2 (40/20) | ЗРК Terrier/ПЛРК ASROC – 1 × 2 (40/20) | ЗРК Typhon LR/ПЛРК ASROC – 1 × 2 (60/20), ЗРК Typhon MR – 1 × 2 (80) |
| Артилерийско въоръжение                                    | 2 × 1 – 127-mm/38                                                          | 2 × 2 – 76-mm/50                                 | 2 × 2 – 76-mm/50                                 | 1 × 1 – 127-mm/54, 2 × 1 – 76-mm/50    | 1 × 1 – 127-mm/54, 2 × 1 – 76-mm/50    | 1 × 1 – 127-mm/38                                                    |
| Торпедно въоръжение                                        | 2 × 3 – 324-mm ТА                                                          | 2 × 3 – 324-mm ТА                                | 2 × 3 – 324-mm ТА                                | 2 × 2 – 533-mm ТА, 2 × 3 – 324 mm ТА   | 2 × 2 – 533-mm ТА, 2 × 3 – 324 mm ТА   | 2 × 2 – 533-mm ТА, 2 × 3 – 324 mm ТА                                 |
| Авиационно въоръжение                                      | Няма                                                                       | Няма                                             | Няма                                             | Няма                                   | Няма                                   | 2 вертолета или СВИК                                                 |
| Екипаж                                                     | 1107                                                                       | 377                                              | 459                                              | 388                                    | 490                                    | 743                                                                  |

#### Проект „Калифорния“
Към края на 1960-те години американските ВМС, натрупали определен опит, решават да се върнат към строителството на атомни надводни кораби. Атомният самолетоносач „Нимиц“ (на английски: Nimitz) поражда и ново поколение ракетни крайцери, също снабдени с ЯЕУ. Плановете за тяхното строителство възникват още в средата на 1960-те години, но разходите за войната във Виетнам и твърдата позиция на Р. Макнамара водят до задържане на проекта. Двете атомни фрегати от тип „Калифорния“ са предоставени на флота през 1974 – 1975 г.
Формално те не изглеждат по-мощни кораби, отколкото по-малките по размери фрегати предшественици, но имат много по-съвършено електронно оборудване, което и повишава техните възможности за ПВО. Артилерията е представена с най-новите установки Mark 45. Към недостатъците на проекта се отнася отсътствието на хангар за вертолет, което намалява противолодъчната ефективност. Впоследствие крайцерите имат модернизация, в хода на която получават ПУ за ПКР „Харпун“, а също и ЗАК „Вулкан-Фаланкс“. Двата крайцера са списани през 1995 г. Всичко са планирани за построяване пет крайцера от този тип, но после се решава да се продължи със строителството на атомните крайцери от тип „Вирджиния“.

#### Проект „Вирджиния“
Следващата серия атомни ракетни крайцери тип – „Вирджиния“ е построена в серия от четири единици. Тези кораби са въведени в строй през 1976 – 1980 г. „Вирджиния“ става развитие на тип „Калифорния“, с опити да се отстранят недостатъците на предходния проект. В частност ПУ стават универсални тип Mk 26, в кърмата е монтиран подпалубен хангар с елеватор. Последното решение се оказва неудачно, тъй като при експлоатация хангарът се залива с вода. В резултат на това вертолетите са свалени от крайцерите и постявят на мястото на хангара бронирани ПУ за КР „Томахоук“. Освен това крайцерите от тип „Вирджиния“ също както и техните предшественици получават ПКРК „Харпун“ и ЗАК „Вулкан-Фаланкс“. Крайцерите тип „Вирджиния“ са списани през 1993 – 1995 г.
Има планове да се построи и пети крайцер от типа, но американските моряци не са удовлетворени от малкото канали за наводка на зенитните ракети, което не дава сериозни шансове за отразяване на масирани атаки по въздух. За това, когато новата бойна система „Аеджис“ е доведена до пригодност, всички последващи планове по развитието на ракетни крайцери са свързани именно с нея.
| Сравнителни ТТХ на атомните ракетни крайцери на САЩ от 1970-те г. |                                                              |                                                        |
|                                                                   | „Калифорния“                                                 | „Вирджиния“                                            |
| Водоизместимост, стандартна/пълна, t                              | – /10 150                                                    | – /11 000                                              |
| Силова установка                                                  | Ядрена, 60 000 к.с.                                          | Ядрена, 60 000 к.с.                                    |
| Максимална скорост, възела                                        | 30                                                           | 30                                                     |
| Далечина на плаване, мили на скорост, възела                      | Неограничена                                                 | Неограничена                                           |
| Ракетно въоръжение, ПУ, брой ракети                               | ЗРК Tartar – 2 × 1 (40 Standart MR), ПЛРК ASROC – 1 × 8 (24) | ЗРК Tartar/ПЛРК ASROC – 2 × 2 (66 Standart MR и ASROC) |
| Артилерийско въоръжение                                           | 2 × 1 – 127-mm/54                                            | 2 × 1 – 127-mm/54                                      |
| Торпедно въоръжение                                               | 2 × 3 – 324-mm ТА                                            | 2 × 3 – 324-mm ТА                                      |
| Авиационно въоръжение                                             | Само ПИК                                                     | 1 вертолет (2 при претоварване)                        |
| Екипаж                                                            | 533                                                          | 519                                                    |

### Италия

#### Проект „Андреа Дория“
Проектът за нови италиански крайцери израства от ракетените разрушители тип „Импавидо“, които на свой ред са аналог американските ракетни разрушители тип „Чарлз Ф. Адамс“. През 1964 г. италианският флот въвежда в строй два „ескортни“ крайцера тип „Андреа Дория“. Желаейки да получи кораби, еднакво пригодни за решаването на ПВО и ПЛО задачи, италианските конструктори успяват да вместят на крайцерите не само една сдвоена ПУ за ЗРК „Териер“, но и хангар, вмещаващ 3 вертолета „Сий Кинг“ или 4 по-малки по размер вертолета AB-212. Показателите мореходност и автономност традиционно за италианския флот нямат решаваща роля. Въпреки това италианските моряци стигат до извода, че крайцерите от типа „Андреа Дория“ все пак са прекалено малки, за да изпълняват ефективно своите задачи и залагането на третия кораб от проекта, получил името „Енрико Дандоло“, не се състои. Двата кораба преминават модернизация със замяна на електрониката и ракетите, „Кайо Дуилио“ завършва службата си в ролята на учебен кораб. Двата крайцера са списани през 1991 – 1993 г.

#### Проект „Виторио Венето“
Получавайки известен опит от експлоатацията на крайцерите от тип „Андреа Дория“, италианските моряци стигат до извода, че за надеждното подсигуряване на ПЛО броят вертолети на борда на кораба трябва съществено да се увеличи, а също да се подсигурят и по-добри условия за тяхното обслужване. Нов проект е подготвен към 1965 г., а през 1969 г. крайцерът „Виторио Венето“ влиза в строй. Също като своите предшественици, той получава един ЗРК „Териер“, но с възможност за стрелба със ЗКР „Стандарт“ и ПЛУР ASROC. Близката отбрана се осигурява от 8 76-милиметрови установки M.M.I. Удължаването на корпуса с 30 метра позволява да се увеличи съставът на авиогрупата – „Виторио Венето“ носи до 6 вертолета „Сий Кинг“ или 9 вертолета AB-212. До влизането в строй на лекия самолетоносач „Джузепе Гарибалди“ „Виторио Венето“ е флагман на италианския флот. В периода 1981 – 1984 г. крайцерът преминава модернизация с поставянето на ПУ за ПКР „Отомат“ Mk2 и ЗАК „Дардо“. „Виторио Венето“ е изключен от състава на флота през 2003 г.
Планира се залагането през 1967 г. на втори крайцер от този тип с името „Триест“, но финансови проблеми отлагат строителството, а след това флотът предпочита да строи по-големи кораби авионосен тип и строежът е окончателно отменен.

### Великобритания
След Втората световна война Великобритания влиза в коловоза на продължителна икономическа криза, която сериозно се отразява и на Кралския флот. Всички опити на британските адмирали да получат първокласни бойни кораби се сблъскват с твърдата съпротива на министерството на финансите. За това, когато Адмиралтейството представя проекта за „ракетния крайцер на 1960 г.“ с водоизместимост от 17 000 тона, той е незабавно отхвърлен.

#### Проект „Каунти“
В опита си да се попълни флота с големи бойни единици моряците използват хитрост – следващият проект за ракетен кораб официално се именува разрушител, макар по размери да не отстъпва на крайцерите от Втората световна война и фактически да е аналог на американските DLG. Независимо от официалната класификация, в авторитетните справочници той се определя като ракетен крайцер.
Проектът „Каунти“ се формира около главното оръжие на кораба – ЗРК „Сий Слъг“. Ракетите се изстрелват от кърмовата сдвоена установка, но се транспортират през целия кораб от носовия погреб. Необичаен за 1960-те години е вторият тип ЗРК – 2 системи с малка далечина на действие „Сий кет“. Ефективността на тези комплекси се смята за ниска поради примитивния способ за наводка на ракетите – ръчно, с помощта на оптически прицел. Независимо от това в хода на Фолкландския конфликт комплексите „Сий кет“ свалят 8 аржентински самолета, а „Сий слъг“ – нито един.
Освен това разрушителите получават мощно външно артилерийско въоръжение – 2 сдвоени установки за универсалните 114-mm оръдия QF Mark V, разработени още в края на Втората световна, но това решение е натрапено, тъй като няма разработено съвременно автоматичено оръдие към момента. Впоследствие едната от установките е заменена на 4 ПУ за ПКРК „Екзосет“. Към позитивите на проекта се отнасят използването за пръв път на комбинирана енергетична установка, включваща 2 парни турбини за икономичния ход и 6 газови турбини за максималния. В периода 1962 – 1963 г. британският флот получава първите четири кораба тип „Каунти“, а през периода 1966 – 1970 г. в строй влиза и втората четворка. През 1982 г. два от тях – „Глеморган“ и „Ентрим“ участват в боевете за Фолкландите, като „Глеморган“ получава попадение от ПКР „Екзосет“, а „Ентрим“ е уцелен от авиобомба. И в двата случая боеприпасите не се взривяват.
В годините 1981 – 1987 4 кораба от този тип са продадени на Чили, където преминават през сериозна модернизация.

#### Проект 82
Последният британски проект, заслужаващ определението „крайцер“, се разработва като кораб за ескорт на перспективните самолетоносачи CVA. След като през 1966 г. лейбъристкото правителство се отказва от плановете за постройка на големи самолетоносачи, трябва да се отмени и плана за строителството на 4 кораба от проект 82. Въпреки това един кораб все пак е построен за изпитания на новите системи оръжие, като от политически съображения той се класифицира като разрушител, но авторитетните издания го определят за лек крайцер.
„Бристъл“ влиза в строй през 1973 г. Той става първият британски кораб, снабден със ЗРК за зонална отбрана „Сий Дарт“. Освен това той има ПЛРК „Икара“ и бомбомет „Лимбо“ за противолодъчни задачи, а също и най-новата 114-mm универсална арт-установка Mark 8. Базиране на вертолети не се предвижда, тък като отбраната на съединението се осигурява от така и непостроените самолетоносачи. Въпреки че „Бристъл“ се смята за „бял слон“ в британския флот, неговите солидни размери и мощни системи за връзка позволяват ефективното използване на кораба като флагмански. През 1982 г. „Бристъл“ също участва във Фолкландската война, без да постигне особени успехи, но и избягвайки попадания.
| Сравнителни ТТХ на европейските ракетни крайцери |                           |                                         |                                                    |                                                    |
| Характеристики                                   | „Андреа Дория“            | „Виторио Венето“                        | „Каунти“                                           | „Бристъл“                                          |
| Държава                                          | Италия                    | Италия                                  | Великобритания                                     | Великобритания                                     |
| Водоизместимост, стандартна/пълна, t             | 5000/6500                 | 7500/8850                               | 6200/6800                                          | 6700/7700                                          |
| Силова установка                                 | Паротурбинна, 60 000 к.с. | Паротурбинна, 73 000 к.с.               | Паро/газотурбинна, 30 000 + 30 000 к.с.            | Паро/газотурбинна, 30 000 + 44 000 к.с.            |
| Максимална скорост, възела                       | 30                        | 30,5                                    | 30                                                 | 30                                                 |
| Далечина на плаване, мили на скорост, възела     | 5000/17                   | 5000/17                                 | 3500/28                                            | 5000/18                                            |
| Ракетно въоръжение, ПУ, брой ракети              | ЗРК Terrier – 1 × 2 (40)  | ЗРК Terrier/ ПЛРК ASROC – 1 × 2 (40/20) | ЗРК Sea slug – 1 × 2 (30), ЗРК Seacat – 2 × 4 (32) | ЗРК Sea Dart – 1 × 2 (40), ПЛРК Ikara – 1 × 1 (32) |
| Артилерийско въоръжение                          | 8 × 1 – 76-mm/62          | 8 × 1 – 76-mm/62                        | 2 × 2 – 114-mm/45, 1 × 2 – 20-mm                   | 1 × 1 – 114-mm/55                                  |
| Торпедно въоръжение                              | 2 × 3 – 324-mm ТА         | 2 × 3 – 324-mm ТА                       | Няма                                               | ТА няма, има бомбомет Limbo                        |
| Авиационно въоръжение                            | 4 вертолета               | 6 – 9 вертолета                         | 1 вертолет                                         | Няма                                               |
| Екипаж                                           | 485                       | 550                                     | 440 – 471                                          | 407                                                |

### СССР
Концепцията за съветския ракетен крайцер се развива в спецификата на 50-те и 60-те години на ХХ век и предопределя значителните разлики в развитието на този клас бойни кораби между съветския и западните флоти.
Страните от НАТО, главно САЩ, могат да си позволят да развиват крайцерите като ескортни кораби, ориентирани за изпълнение на ПВО и ПЛО задачи. По същество те престават да бъдат крайцери в изначалното значение на думата и неслучайно дълго време са наричани фрегати. Съветският надводен флот се смята за прекалено слаб и притиснат към собствените си брегове, за това възможността за морски сражения между надводни кораби дори не се разглежда от западните стратези.
На свой ред съветското военноморско ръководство търси методи за борба с многократно превъзхождащите надводни сили на вероятния противник, преди всичко със самолетоносачи, с помощта на нетрадиционни решения. Това е предизвикано и от бързото развитие на ударното ракетно оръжие с корабно базиране в съветския ВМФ. Масивните ПКР, предназначени за поражение на самолетоносачи, изискват и съответстващи носители и в така в съветския флот се появяват ракетните крайцери.
| „                                                          | Изисква се кораб, способен дълго време да съпровожда авионосното съединение и в съответния момент да нанесе по него съкрушителен удар. Според тази доктрина инициативата трябва да е наша. Това се разбира от само себе си – ако инициативата е във вероятния противник, то ние нямаме никакви шансове срещу него. Пред съветските конструктори е поставена задачата да създадат кораб за унищожаване на самолетоносачи. Така започва да се заражда типът на съветския ракетен крайцер. | “ |
| Соколов А.Н. Советский ракетный крейсер. Зигзаги эволюции. | |   |

#### Проект 63
В средата на 1950-те години става известно за плановете на САЩ да въведат в състава на флота ред надводни кораби с ядрена силова установка. Особено внимание съветските моряци обръщат на ракетния крайцер „Лонг Бийч“, считан за квинтесенция на техническия прогрес в областта на военноморските въоръжения. През 1956 г. е взето решение за проектиране на атомния ракетен крайцер от проект 63.
Намерението е да се построят кораби с мощно ударно въоръжение и солидна система за ПВО. Основният противокорабен калибър трябва да е ракетите П-6 с далечина на стрелбата около 300 km. Две четворни установки осигуряват осемракетен залп, а общият боекомплект трябва да включва 24 ракети. Това оръжие се допълва от две огромни крилати ракети П-20, тежащи около 30 тона и имащи далечина на стрелбата 3000 km. Точността им се оценява като невисока, но се компенсира с наличието на ядрен заряд.
ПВО на крайцерите от проект 63 трябва да се осигурява от 2 сдвоени ПУ за ЗРК М-3 и 4 сдвоени ПУ за ЗРК М-1. Общият запас ракети е от 172 броя. Доунищожаването на промъкналите се цели е възложено на четири установки АК-726, поставени побордно. Освен това има бомбомети и 2 вертолета Ка-25. Необичайно за следвоенния период е наличието на брониране с относително солидна дебелина.
Строителството е планирано да започне през 1958 г., а цялата серия от 7 кораба трябва да се предаде на флота в 1961 – 1964 г. Но разработката на комплекса М-3 се проточва, не успяват да създадат и подходяща за крайцера ЯЕУ. Освен това възникват и съмнения за бойната ефективност на подобен кораб против американските авионосни съединения. С оглед и недолюбването на големите кораби от Н. С. Хрушчов, проектът е закрит през 1959 г.
По същото време се работи и върху проект за крайцер УДД – носител на крилатите ракети П-100, с водоизместимост 9000 – 10 000 тона, имащ 4 – 8 ПУ за стратегически КР, ЗРК М-1 и 57-mm автомати. Приемането на въоръжение на междуконтиненталната балистична ракета Р-7 слага край на тясноспециализирания, но доста скъп проект.

#### Проект 58
Проектът за първия реално построен ракетен крайцер на СССР става следствие от еволюцията на ескадрените миноносци. Бъдещите крайцери проект 58 се разработват от 1956 г., като последващо развитие на есминците проект 57-бис. Към строителството на главния кораб пристъпват през 1960 г., а през 1962 г. е предаден на флота, като по време на строежа той условно е наричан „кораб с реактивно въоръжение“. За прекласификацията му в крайцер мислят още в хода на постройката, а окончателно въпроса е решен по време на визитата на кораба на Никита Хрушчов на 22 юли 1962 г. Организацията на службите му обаче остава смесена крайцерско-миноносна, което предизвиква определени затруднения.
В периода 1962 – 1965 г. промишлеността дава на флота 4 крайцера от проекта 58 – „Грозни“, „Адмирал Фокин“, „Адмирал Головко“ и „Варяг“. Предполага се строителството на 16 крайцера от проекта, но в началото на 1960-те години ръководството на страната разглежда като главна задача на надводните сили на флота борбата с американските атомни подводници.
Ако по първоначалния замисъл тези кораби трябва да се борят с разрушителите и леките крайцери на противника, то след прекласификацията им на тях е възложена и задачата да унищожават вражеските авионосни групировки, което крайцерите трябва да осъществяват с помощта на противокорабния ракетен комплекс П-35. Огромните ракети, чиято маса превишава 4 тона, имат свръхзвукова скорост и далечина на действие до 250 km, макар последната стойност да е възможна само при условията на външно целеуказание, което е доста проблематично за осъществяване при атака над авионосни съединения. Масата на бойната част се колебае от 800 до 1000 kg, има и „специална“ бойна глава с ядрен заряд. Предвидено е и възможност за презареждане на пусковите установки по време на плаване, но фактически тази сложна операция може да се осъществи само в база.
Зенитното въоръжение е представено преди всичко от ЗРК М-1 „Волна“. Сдвоената ПУ е поместена в носовата част и има два подпалубни барабана, вместяващи 16 ракети. Комплексът е едноканален и има сравнително умерени характеристики – максималната наклонена далечина на стрелбата е 15 km, впоследствие доведена до 22 km. Разположението на ПУ на ЗРК на практика се оказва неудачно, тъй като близостта на ПУ за ПКР ограничава ъглите на обстрела им.
Фактически за зенитни се считат и двете сдвоени установки АК-726 калибър 76 mm, поставени на кърмата. Те имат висок темп на стрелба, но само една система за управление на огъня, което фактически позволява да се обстрелва едновременно само една-единствена цел. Впоследствие те са допълнени на три от крайцерите на проекта (всички освен „Адмирал Фокин“) с батарея от 4 зенитно-артилерийски комплекса АК-630.
Останалото въоръжение включва 2 торпедни апарата и два бомбомета, като и двата са предназначени преди всичко за борба с подводни лодки, но възможностите на крайцерите по откриване на подводните цели са крайно ограничени от слабата хидроакустична станция.
Крайцерите от тип „Грозни“ стават едни от първите кораби в съветския флот, на които се предвижда базирането на вертолет Ка-25. Той е предназначен за целеуказание на противокорабните ракети, но на крайцерите няма хангар, а само площадка, което затруднява неговата експлоатация.
Като цяло крайцерите от тип „Грозни“ са етапни за съветкия ВМФ. Независимо от ограничените размери той има огромна ударна мощ, особено с оглед на наличието на борда на ядрени бойни глави за ракетите. Доста висока е и наситеността със съвременни радиоелектронни средства. Заедно с това проектът не е лишен и съществени недостатъци. Зенитното и артилерийското въоръжение се оказват слаби, противолодъчните възможности незначителни. Далечината на плаване и автономността не удовлетворяват поставените задачи, а екипажа страда от неудовлетворителни условия за обитаемост на кораба.
В хода на бойната служба на съветския флот крайцерите тип „Грозни“ активно се привличат към следенето на американските авионосни съединения, макар реално да им е трудно да нанесат успешен удар. Вероятният противник бързо се научава да скрива положението на самолетоносача в реда с помощта на средства за радиоелектронна борба.
| „                                        | За да се осигури приемлива вероятност за поразяване на самолетоносач, „Грозни“ трябва да стреля от минимална дистанция, намирайки се едва ли не във вътрешността на походния ред на противника. Това естествено свежда собствената му бойна устойчивост към нула. | “ |
| Платонов А.В. Крейсеры советского флота. | |   |

Крайцерите от този тип не устройват флота напълно, тъй като са прекалено ограничени по размер, за това е предложен усъвършенстван крайцер „проект 900“. Въоръжението на крайцера остава без промяна, но са заменени ракетите П-35 с П-6, за унификация с оръжието на подводниците. Водоизместимостта, скоростта и далечината на плаване съществено нарастват, а увеличените размери позволяват появата на подпалубен хангар за 1 – 2 вертолета Ка-25. Тази разработка остава само на етап ескизен проект.
Освен това на базата на крайцера от проект 58 се планира и създаването на кораб за радиолокационен дозор „проект 62“.

#### Проект 1126
През 1959 г. започва бойното патрулиране на американските стратегически подводници. Те действат в зони отдалечени от крайбрежието на СССР, което принуждава съветските противолодъчни сили да излизат от прикритието на изтребителите с брегово базиране. Тъй като съветският флот няма самолетоносачи, а няма и планове да ги строи, стават необходими специални кораби за ПВО, способни да прикриват съветските БПК в районите на търсене на подводници.
През 1959 г. е решено да се разработи кораб за ПВО, който да прикрива съветските противолодъчни групи от атаки по въздуха и да е същевременно и техен флагман. През същата година са определени основните ТТХ на кораба. Основното въоръжение на 10 000-тонния кораб трябва да стане зенитният комплекс с голяма далекобойност М-31, представен от две сдвоени установки. Предполага се с него да се поразяват въздушните цели на далечина 50 – 60 km и на височини до 25 km. Той трябва да се допълва от два ЗРК със средна далечина М-11 „Шторм“, 2 – 4 57-mm сдвоени установки, а също и противолодъчни средства. Планира се снабдяването на крайцерите от проекта 1126 с мощни РЛС и средства за управление.
Програмата за корабостроене за периода 1959 – 1965 г. включва 3 такива кораба, а след това броят им е съкратен до 2, а през 1961 г. те са изключени напълно от плановете за постройка. Перспективният комплекс М-31 така и не е доведен до пригодно за експлоатация състояние.

#### Проект 1134
Вторият проект за ракетен крайцер на СССР, въплътен в метал, се появява при ненапълно предвидени обстоятелства. През 1961 г. е дадено задание за проектиране на кораб за ПВО и ПЛО, способен да съчетае в себе си достойнствата на строените по онова време крайцери от проект 58 и БПК проект 61. Една от най-важните му задачи е съпровождението на противолодъчните крайцери от проект 1123.
Предполага се поставянето на кораба на най-новите ЗРК М-11 „Шторм“, а също и противолодъчен ракетен комплекс, който по това време все още не е разработен. За конструктивна основа взимат корпус на крайцер от проекта 58, но поради новите изисквания на новите оръжия и далечина на плаване, той е пропорционално увеличен. Към момента на завършването на техническото проектиране става ясно, че разработката на „Шторм“ се задържа и проекта е преработен под вече стоящия на въоръжение ЗРК М-1 „Волна“.
Така основното въоръжение на новите кораби, влезли в строй с наименованието БПК, стават две сдвоени ПУ за ЗРК „Волна“ в носа и кърмата. Отличителната черта на „Беркутите“ става боезапаса от зенитни ракети, двойно по-голям, отколкото в проект 61 и четворно спрямо проект 58. Това е постигнато благодарение на новия конвейерен способ за подаване на ракетите, за разлика от барабанния на предшествениците.
Броят противокорабни ракети напротив е съкратен. Проектът 1134 има само две сдвоени ПУ за ПКР П-35, като дори няма резервни ракети. Оценено е, че презареждането, отнемащо няколко часа и възможно само при спокойно море, по време на бой е нереална. Отслабена е и артилерията – вместо 76-mm установки „Беркутите“ получават само 57-mm сдвоени установки АК-725. Тази система се проявява като доста ненадеждна, а на корабите от проект 1134 е и неудачно поставена по бордовете, близо към кърмата. Впоследствие огневата мощ на близката ПВО е повишена с поставянето на две батареи АК-630, но само на половината кораби от проекта.
За сметка на това нарастват противолодъчните възможности на проекта. Корабите получават две хидроакустически станции – „Титан“ и „Вичегда“, имащи по-голяма далечина на откриване на целите отколкото „Херкулес-2М“ на проект 58. Торпедните апарати, ориентирани за задачите на ПЛО, стават петтръбни, но главната новост е друга – „Беркутите“ стават първите в съветския флот кораби, които имат хангар за постоянно базиране на вертолет.
Първоначално серията е планирана за 10 кораба, но реално в строй влизат 4: „Адмирал Зозуля“, „Владивосток“, „Севастопол“, „Вицеадмирал Дрозд“. Всички те влизат във флота 1967 – 1969 г. и действат в състава на Северния и Тихоокеанския флот, активно участвайки в бойната служба. В хода на практическото им използване се изяснява, че „Беркутите“ имат крайно ограничени възможности за ПЛО, независимо от наличието на вертолет Ка-25. Те дори не са привличани за самостоятелно издирване на ПЛ. За това и през 1977 г. БПК от проект 1134 са прекласифицирани в ракетни крайцери, макар че и в това си качество те изглеждат ненапълно пълноценни.
Като цяло крайцерите на проекта 1134 не стават етапни в корабостроенето. Принудително проектирани под налично въоръжение, те са неуспешни и като противолодъчни кораби и като крайцери. Към достойнствата на проекта се отнасят само добрата мореходност, по-добрата спрямо предшествениците обитаемост и възможността за постоянно базиране на вертолет.
С това съветското крайцеростроене си взема почивка за почти над десет години, макар експертите от НАТО да отнасят към класа на ракетните крайцери последващите модификации на „Адмирал Зозуля“ – БПК от проектите 1134А и 1134Б.
| Сравнителни ТТХ на ракетните крайцери на СССР от 1960-те г. | |                                                    |                                                           |                                                        |
|                                                             | Проект 63 (непостроен)                                                                               | Проект 58                                          | Проект 1126 (непостроен)                                  | Проект 1134                                            |
| Водоизместимост, стандартна/пълна, t                        | ?/ 20 000                                                                                            | 4340/5570                                          | ?/6200 – 11 000                                           | 5335 – 7125                                            |
| Силова установка, к.с.                                      | Ядрена, 132 000                                                                                      | Паротурбинна, 90 000                               | Паротурбинна, 90 000                                      | Паротурбинна, 90 000                                   |
| Максимална скорост, възела                                  | 32,5                                                                                                 | 34,5                                               | 30 – 35,5                                                 | 33                                                     |
| Далечина на плаване, мили на скорост, възела                | Неограничена                                                                                         | 3500/18                                            | 5000/24                                                   | 5000/14                                                |
| Ракетно въоръжение, ПУ, брой ракети                         | ПУ ПКРК П-40 – 2 × 4 (24), ПУ КР П-20 – 2 × 1 (2), ПУ ЗРК М-3 – 2 × 2 (44), ПУ ЗРК М-1 – 4 × 2 (128) | ПУ ПКРК П-35 – 2 × 4 (16), ПУ ЗРК М-1 – 1 × 2 (16) | ПУ ЗРК М-3 или М-31 – 2 × 2, ПУ ЗРК М-1 – 2 × 2 или 4 × 2 | ПУ ПКРК П-35 – 2 × 2 (4), ПУ ЗРК М-1 – 2 × 2 (64)      |
| Артилерийско въоръжение                                     | 4 × 2 – 76,2-mm/59                                                                                   | 2 × 2 – 76-mm/59                                   | 2 × 2 – 76-mm/59                                          | 2 × 2 – 57-mm/78                                       |
| Противолодъчно въоръжение                                   | 2 × 12 – РБУ-6000                                                                                    | 2 × 12 – РБУ-6000, 2 × 5 – 533-mm ТА               | 2 × 12 – РБУ-6000 или 2 × 6 – РБУ-1000, 2 × 5 – 533-mm ТА | 2 × 12 – РБУ-6000, 2 × 6 – РБУ-1000, 2 × 5 – 533-mm ТА |
| Авиационно въоръжение                                       | 2 вертолета                                                                                          | 1 вертолет                                         | 1 вертолет                                                | 1 вертолет                                             |
| Екипаж                                                      | ? | 339                                                | ?                                                         | 312                                                    |

## Съвременни ракетни крайцери

### САЩ

#### ПроектCSGN
През 1973 г. в САЩ започва да се разработва проект, известен като CSGN (на английски: Cruiser Strike Guided Nuclear). Внушителният по размери кораб, чиято водоизместимост нараства от първоначалните 12 700 до над 17 000 тона, е планирано да носи най-съвършените системи въоръжения, създадени по онова време от американската промишленост.
ПВО на кораба трябва да се осигури от системата „Аеджис“, която в същата година има първите си изпитания след 10 години разработка. От две сдвоени ПУ може да се изстрелват както зенитните ракети Стандарт, също и противолодъчни ракети ASROC. Общият боезапас достига 128 ракети от двата типа. Освен това Strike Cruiser носи по две четириконтейнерни ПУ за ПКР „Харпун“ и КР „Томахоук“. Това въоръжение допълват традиционните торпедни апарати и мощното 203-mm автоматично оръдие Mark 71, способно да изстрелва до 12 110-kg снаряди в минута. На крайцера може да се базират 2 вертолета или същият брой самолети с вертикално излитане и кацане.
Базирайки се на многобройните достойнства на новия проект, привържениците на Strike Cruiser доказват, че той може да решава не само задачите на ескортен кораб за самолетоносачите, но и да изпълнява ролята на самостоятелно действащ крайцер, както по времето на Втората световна война, считайки го са способен не само ефективно да отразява въздушните атаки, но и да нанася удари по морски и брегови цели. Идеята за този крайцер активно се поддържа от „ядреното“ лоби начело с адмирал Риковер. Командването на ВМС на САЩ заявява необходимост да има в състава на бъдещия флот 8 ударни крайцера, допълнени от 16 „бюджетни“ крайцера на базата на разрушителите от тип „Спрюенс“.
Проектът е погубен от неговата прекомерност, довела до огромната по мерките на 1970-те години стойност – цената на един CSGN съставя 1,5 милиарда долара. През май 1977 г. Сенатската комисия по въоръжените сили заявява, че крайцерът е прекалено скъп и прекалено сложен за определената му роля на самолетоносачен ескорт.

#### Проект „Модифицирана „Вирджиния“
Независимо от спирането на проект CSGN, американският флот все така иска да има атомни крайцери, снабдени със системата „Аеджис“. През 1976 г. е предложен нов проект за атомен крайцер с УРО, известен като CGN 42. Проектът се основава на конструкцията на ракетните крайцери от тип „Вирджиния“. При почти напълно съхранени размери, CGN 42 има водоизместимост с 2000 тона повече. Основното отличие на новия кораб трябва да е системата „Аеджис“. От универсалните ПУ Mk26 се предполага да се изстрелват както зенитните ракети „Стандарт“, така и противолодъчните ASROC. Крайцерът има обичайния набор 127-mm и 20-mm арт-установки, ТА за противолодъчни торпеда, а също и два вертолета. Разглежда се и възможността да се поставят на крайцер ПУ за ПКР „Харпун“. Плановете за развитие на ВМС предвиждат постройката на 4 крайцера от тип „Модифицирана „Вирджиния“, с влизането им в строй 1987 – 1991 г.
Ентусиазмът по повод възможностите на „Аеджис“ е толкова голям, че Конгресът на САЩ решава да се постави тази система и на вече построените крайцери от тип „Вирджиния“ толкова бързо, колкото това е възможно. Освен това се предполага и поставянето на „Аеджис“ и на крайцера „Лонг Бийч“.
Но стойността за построяването на атомните крайцери е прекомерна даже за администрацията на Роналд Рейгън, ориентирана към ръст на военните разходи. През 1983 г. е обявен окончателният отказ от постройката на серията „Модифицирана „Вирджиния“ поради финансови причини, тъй като цената достига 1,2 млрд. долара. Предпочитание е дадено на проект DDG/CG 47, на стойност 1,5 пъти по-малко.

#### Проект „Тикондерога“
След отхвърлянето на проекта CSGN и плановете за построяване на 4-те модифицирани със система „Аеджис“ атомни крайцера от типа „Вирджиния“, единствена алтернатива за американския флот остава проектът DXG. Проектиран на базата на корпуса и механизмите на разрушителя „Спрюенс“ той е смятан за относителна евтина алтернатива на атомните крайцери със система „Аеджис“. Главният кораб DDG 47 е заложен през 1978 г., а през 1980 г., още преди края на строителството му е прекласифициран и от разрушител става крайцер „Тикондерога“ (на английски: CG 47 Ticonderoga).
Ключова особеност на крайцера става многофункционалната система за оръжия „Аеджис“ (на английски: Aegis Mk7), която включва РЛС SPY-1A с фазирана антенна решетка, неподвижно закрепена на носовата надстройка, и цяла група компютри. В своя първоначален вариант те подсигурява съпровождането на около 100 цели и обстрел на 18 от тях. За сравнение предшестващите ракетни крайцери на САЩ могат да обстрелват само 2 цели едновременно, а някои дори само една. Впоследствие системата „Аеджис“ има много модернизации, насочени към повишаване на нейната ефективност, а на последните 15 кораба е установена РЛС SPY-1B.
Първите 5 крайцера от проект CG 47 – 51 имат две универсални сдвоени ПУ Mk 26 и боезапас от 88 ракети – 68 зенитни „Стандарт“ (на английски: Standart MR) и 20 противолодъчни ASROC. Започвайки от крайцера „Банкер Хил“ (на английски: CG 52 Banker Hill) вече има универсалните установки за вертикален пуск Mk 41 – два модула по 64 клетки. Във всеки от тях три клетки заема товарното устройство, а останалите са с ракети. Всичко двете УВП побират 122 ракети от три типа – зенитните „Стандарт“ в различни модификации, противолодъчните ASROC и крилатите ракети „Томахоук“ за поражение на брегови цели. Конкретният състав на зареждането може да варира в зависимост от бойната задача. Останалото въоръжение на всички кораби от серията включва в себе си 2 четириконтейнерни ПУ за ПКР „Харпун“, 2 автоматични оръдия Mk45 калибър 127 mm, 2 ЗАК „Вулкан-Фаланкс“ различни модификации и 2 вертолета „Сий Хоук“ (на английски: Sea Hawk).
Всичко са планирани за постройка 28 крайцера от този тип, през 1980-те броят им е увеличен до 30, но в крайна сметка са построени 27. Първият влиза в строй през 1983 г. – „Тикондерога“, а последният – „Порт Роял“ – през 1994 г.
Първото и за сега последно използване на крайцерите тип „Тикондерога“ срещу въздушни цели се оказва скандално. На 3 юли 1988 г. крайцерът „Винсен“ (на английски: CG-49 Vincennes) погрешка сваля ирански Еърбъс А300 над Персийския залив, при което загиват 290 души.
Впоследствие на крайцерите не се е налагало да стрелят по морски и въздушни цели, в кампаниите от 1991 и 2003 година против Ирак, а също и в хода на операциите в Югославия през 1999 г. и Афганистан от 2001 г. крайцерите от този тип се използват само за нанасяне на точни удари с КР „Томахоук“ по наземни цели.
В периода 2004 – 2006 г. първите 5 крайцера от типовете от  CG 47 до CG 51 са извадени от състава на флота, поради недостатъчната им ефективност заради липсата на ВПУ.
| Сравнителни ТТХ на ракетните крайцери на САЩ 1970-те – 1980-те г. | |                                                       |                                                                         |                                                                        |
|                                                                   | Strike cruiser (проект)                                                                              | „Модифицирана Вирджиния“ (проект)                     | „Тикондерога“, CG 47 – CG 51                                            | „Тикондерога“, CG 52 – CG 73                                           |
| Водоизместимост, стандартна/пълна, t                              | 15 902/17 172                                                                                        | – /12 000                                             | 7015/9590                                                               | 7015/9590                                                              |
| Силова установка                                                  | Ядрена, ?                                                                                            | Ядрена, ?                                             | ГТУ, 86 000 к.с.                                                        | ГТУ, 86 000 к.с.                                                       |
| Максимална скорост, възела                                        | 30                                                                                                   | 30                                                    | 30                                                                      | 30                                                                     |
| Далечина на плаване, мили на скорост, възела                      | Неограничена                                                                                         | Неограничена                                          | 6000 на 20                                                              | 6000 на 20                                                             |
| Ракетно въоръжение, ПУ, брой ракети                               | ЗРК Aegis/ПЛРК ASROC – 1x2 (128 Standart MR и ASROC), ПКРК „Харпун“ – 2х4, ПУ КР Tomahawak SSM – 2х4 | ЗРК Aegis/ПЛРК ASROC – 2x2 (40), ПЛРК ASROC – 1х8 (8) | ЗРК Aegis/ПЛРК ASROC 2х2 (68 „Стандарт“, 20 ASROC), ПКРК „Харпун“ – 2х4 | ВПУ Mk 41 – 2 (122 „Стандарт“, ASROC, „Томахоук“), ПКРК „Харпун“ – 2х4 |
| Артилерийско въоръжение                                           | 1х1 – 203-mm/55                                                                                      | 2х1 – 127-mm/54, 2х6 – 20-mm                          | 2х1 – 127-mm/54, 2х6 – 20-mm                                            | 2х1 – 127-mm/54, 2х6 – 20-mm                                           |
| Торпедно въоръжение                                               | 2х3 – 324-mm ТА                                                                                      | 2х3 – 324-mm ТА                                       | 2х3 – 324-mm ТА                                                         | 2х3 – 324-mm ТА                                                        |
| Авиационно въоръжение                                             | 2 вертолета или СВИК                                                                                 | 2 вертолета                                           | 2 вертолета                                                             | 2 вертолета                                                            |
| Екипаж                                                            | ? | 634                                                   | 358                                                                     | 358                                                                    |

### Съветски/руски крайцери

#### Проект 1144
Разработката на най-големия в историята ракетен крайцер започва в Северното ПКБ през 1962 г. Първоначалното задание е доста умерено и предвижда създаването на противолодъчен кораб, снабден с перспективния ЗРК „Квант“, а също и с противолодъчен ракетен комплекс. Тези средства се допълват от автоматична артилерия, бомбомети и безпилотен вертолет. Водоизместимостта на кораба е ограничена на 9000 тона, но силовата установка се предполага да е ядрена, тъй като новият БПК трябва да подсигурява непрекъснатото следене на вражеските подводници и тяхното незабавно унищожаване в случай на начало на военни действия.
Разработката тече с големи трудности. Няма ядрена силова установка, подходяща за кораб с такива размери и впоследствие ограниченията по водоизместимост са свалени. Разработката на ЗРК „Квант“ не е успешна, и той е заменен в проекта с морски вариант на ЗРК С-300Ф. По същата причина пилотируемите вертолети в количество 2 единици са сменени с безпилотна машина. На кораба по проект добавят и пускови установки за противокорабните ракети „Малахит“.

От самото начало се признава, че решаването на главната задача на кораба е възможно само с наличие у него на достатъчна бойна устойчивост. Няма съмнение, че главният му враг ще бъде мощна авиация, за това и в процеса на проектиране постепенно се предвижда ешелониране базирано на принципите, калибрите и номенклатурата на средствата за ПВО. Противокорабните ракети на „Орлан“ се появяват в резултат на желанието да се разширят задачите на кораба с включването на възможност за нанасяне на удари по авионосните групировки на вероятния противник…
Подсигуряването на действията на БПК от проект 1144 („Орлан“) е възложено на атомния ракетен крайцер от проект 1165 („Фугас“), въоръжен със същия ЗРК С-300Ф и противокорабни ракети „Гранит“. Но с отмяната на ограничението на водоизместимостта проект 1144 започва бързо да се увеличива по размери. В резултат неговото въоръжение с противокорабни и зенитни средства вече практически не отстъпва на „Фугас“ и през 1971 г. проектите са обединени. Общият проект вече се счита за атомен ракетен крайцер.
Главният крайцер от проекта „Киров“ е заложен през 1973 г. и предаден на флота през 1980 г., като има много значителни недоработки, а част от оборудването се намира само опитна експлоатация. За първи път следвоенната практика флотът получава кораб с бронева защита, макар и локална. Уникалната особеност на проекта е наличието на резервна паросилова установка, добавена по настояването на Главнокомандващия ВМФ на СССР адмирал от флота на Съветския съюз Сергей Горшков, който се съмнява в надеждността на ЯЕУ.
Противокорабните ракети „Гранит“ теоретически могат да поразят противник на далечина 550 km, при условие получаването на целеуказание от космическите спътници на системата „Легенда“ или от авиация. Особеност на ракетите е необичайният за надводен кораб „мокър“ старт, наследен от подводния произход на „Гранит“.
Зоналната отбрана се базира на комплекса С-300Ф, а обектовият ЗРК е „Кинжал“, но разработката на последния се проточва и на „Киров“ поставят ЗРК „Оса-М“. Близката отбрана осигуряват вече традиционните за флота автомати АК-630. Не успяват да разработят и новата 130-mm автоматична арт-установка, затова главният кораб има две 100-mm оръдия АК-100.
Мощната ХАС „Полином“ в съчетание с противолодъчния ракетен комплекс „Метел“ и трите вертолета трябва да направи „Киров“ най-ефективния противолодъчен кораб във ВМФ на СССР. Освен това на него се възлагат вече и задачата за атаки над авионосните съединения. Като цяло кораба става универсален и обединява цялата налична към момента във флота номенклатура от въоръжения, освен минно-тралното.
По своите размери „Киров“ отстъпва от съществуващите тогава неавионосни кораби само на американските линкори от тип „Айова“. В съветския флот той се числи като тежък атомен ракетен крайцер, а в чуждестранните класификации се нарича линеен крайцер.

#### Проект 1144.2
На последващите кораби от проекта се планира поставянето най-накрая на всички запланирани, но закъснели към момента на влизането в строй на „Киров“ в системи въоръжения. За това те получават особен номер на проекта. Фактически всичките 3 построени крайцера от проекта 1144.2 се оказват различни, тъй като на тях поставят само онова въоръжение, което е достъпно към момента на постройката.
На „Фрунзе“ е заменена АК-100 с една сдвоена 130-mm арт-установка АК-130, а ПЛРК „Метел“ с „Водопад“. На „Калинин“ вместо 8 АК-630М поставят 6 зенитни ракетно-артилерийски комплекса „Кортик“, а РБУ-1000 отстъпва място на комплекса за противоторпедна защита „Удав-1“. Пълен състав въоръжения трябва да получи едва „Юрий Андропов“, но от двата полагащи се по проект комплекса „Кинжал“ на него е монтиран само един. За сметка на това главният зенитен калибър е усъвършенстван, тъй като на носа поставят ЗРК С-300ФМ.
Всичко са планирани заедно с „Киров“ да се пострят 7 крайцера от проектите 1144 – 1144.2. Фактически флотът получава 4 крайцера, преименувани на 27 май 1992 г.: „Адмирал Ушаков“ (бивш „Киров“), „Адмирал Лазарев“ („Фрунзе“), „Адмирал Нахимов“ („Калинин“) и „Петър Велики“ („Юрий Андропов“). Последният към момента на разпад на СССР е на вода в недостроен вид и има мнения за ненужността от дострояване на толкова огромен и скъп кораб при икономическите условия на 1990-те години. Положението е спасено от наближаването на паметната дата на 300-годишнината на руския флот, към която крайцерът е и достроен.
Петият кораб от серията „Адмирал флота Советского Союза Кузнецов“ е планирано да бъде заложен през 1988 г., но до това така и не се стига, а през 1990 г. той е официално свален от строителство.
На 19 септември 2009 г. 1-вият заместник на министъра на отбраната на РФ Владимир Поповкин в интервю съобщава, че Министерството на отбраната на Русия е разработило програма по възстановяване на тежките атомни ракетни крайцери. В рамките на дадената програма в частност се обсъжда възможността за възстановяване и модернизация на атомния крайцер „Адмирал Нахимов“, а също и „Адмирал Лазарев“.

#### Проект 1080
През 1970-те години се води разработката на доста специфичен кораб, по своите ТТХ напоминящ на много по-късния американски проект за кораб-арсенал. Крайцерът от проект 1080 е предназначен за нанасяне на удари по брегови цели. Неговото основно оръжие трябва да станат балистичните ракети „Елбрус-М“, морски вариант на ракетите „Елбрус“, разработван за замяна на ракетите „Темп-С“.
Компоновката на кораба обещава да бъде доста необичайна. В централната част между двете надстройки има шахтени ПУ за ракети в пакети по 50 броя, общо 200 единици. „Елбрус-М“ при стартово тегло 7,6 тона може да поразява цели на разстояние до 1000 km. Средствата за самоотбрана включват ЗРК „Кинжал“ и артилерийските установки АК-726. Освен това на кораба са базирани 2 вертолета. Обаче разработката на ракетите „Елбрус“ в крайна сметка е прекратена, което води и до прекратяването на проектирането на крайцер 1080.

#### Проект 1164
През 1971 г. С. Г. Горшков предлага на конструкторите от СПКБ да проработят вариант за замяна на противолодъчните ракети с противокорабни за БПК от проект 1134Б. Първоначално се предполага, че подобна операция е възможна без съществени изменения в конструкцията и няма да забави серийното строителство. Но противокорабните ракети „Базалт“ се оказват доста по-габаритни, отколкото противолодъчните „Метел“ и кораба започва бързо да расте по размери.
През 1972 г. разработката на проект 1164 стартира официално. Задачите на новия крайцер са придаване на бойна устойчивост на корабните групировки в отдалечените райони и унищожаване на надводните кораби на противника, включая самолетоносачи.
Крайцерът от проекта 1164 е проектиран на основата на теоретическия чертеж на БПК проект 1134Б, с пропорционално увеличение, но с това сходството между проектите практически завършва. Техническият проект, подготвен към 1974 г., предвижда като въоръжение на крайцера ПКР „Базалт“, ЗРК С-300Ф и 130-mm еднооръдейна арт-установка А-217.
Главният кораб „Слава“ е заложен през 1976 г., а влиза в строй през 1982 г. Главен калибър на крайцера стават ракетите „Базалт“, броят на които успяват да увеличат до 16 единици в сравнение с 12 на ескизния проект. Ракетите с маса над 6 тона имат свръхзвукова скорост на полета и далечина на стрелбата 550 km. Тяхното използване на максималната далечина трябва да се осигурява и от вертолет Ка-25РЦ, базиран на кораба. Отбраната от въздушен противник се осигурява главно от ЗРК С-300Ф и „Оса-М“, като последният към началото на 1980-те години успява да остарее.
Поради проблемите с разработката на А-217, на крайцера поставят двуоръдейната 130-mm арт-установка АК-130. Артилерийското въоръжение се допълва от вече традиционните за съветския флот автомати АК-630. Противолодъчното въоръжение – торпедни апарати и бомбомети носи отбранителен характер, но по неясна причина на крайцера поставят ХАС „Платина“ с подкилна и буксируема антени.
Силовата установка на крайцерите от проект 1164 се получава прекомерно сложна, тъй като включва освен газовите турбини още и парни, получаващи пара от топлоизолационните контури. Известната икономия на гориво не оправдава толкова сложната конструкция.
После флотът получава още два крайцера от този проект: „Маршал Устинов“ и „Червона Украина“ (днес „Варяг“), влезли в строй през 1986 и 1989 г. По един крайцер влиза в състава на Черноморския, Северния и Тихоокеанския флот. Четвъртият кораб „Адмирал Флота Лобов“ е спуснат на вода през 1990 г., а през 1993 г. е обявен за собственост на Украйна при готовност около 75%. Недостроеният и невъоръжен кораб е преименуван на „Галичина“, а после и на „Украина“, но за ВМСУ той се оказва ненужен. През 2010 г. е тиражирана идея за съвместно руско-украинско дострояване на крайцера за ВМФ на Русия.
Всичко флотът желае да получи 10 крайцера от този тип. По 4 крайцера трябва да има в състава на ТОФ И СФ и по 1 в състава на БФ и ЧФ. От 5-ия кораб, те трябва да се строят по усъвършенствания проект 11641. Крайцерите трябва да са с удължен с 6 метра корпус, ракетите „Базалт“ да се заменят с „Вулкан“ с далечина на стрелбата до 1000 km. Предполага се и замяната на АК-630 с 5 ЗРАК „Кортик“, а буксируемата антена на ХАС да се свали. На крайцерите трябва да се базират по 2 вертолета. През 1988 г. е заложен главният крайцер на проект 11641 „Россия“, набелязано е залагането на още четири кораба, но на 4 октомври 1990 г. Министерство на отбраната на СССР официално се отказва от строителството на крайцерите от проект 11641 поради финансови проблеми.
След това се предполага постройката на ракетни крайцери с ГТУ от проект 11960. Водоизместимостта е още увеличена, но вместо един противокорабен ракетен комплекс трябва да има два – 16 ПУ за ПКР „Вулкан“ и 16 ПУ за ПКР „Оникс“. Останалото въоръжение трябва да включва ЗРК С-300Ф, 5 модула на „Кортик“, 130-mm артустановка, противолодъчни средства и 1 вертолет. Кризисните процеси в СССР в края на 1980-те години слагат край на тези планове.

#### Проект 1293
Към средата на 1980-те години става очевидно, че ракетните крайцери от проекта 1144 – 1144.2 не отговарят на задачите на флота по критерия стойност-ефективност. Тяхното строителство е тежко бреме за военния бюджет и в резултат е решено да се създаде нов атомен крайцер, който да е с 20% по-евтин, отколкото неговият огромен предшественик. Към числото на приоритетните задачи за новия кораб се отнасят охраняването на съветските атомни самолетоносачи, строителството на които започва през 1988 г. Своите задачи крайцерът ще изпълнява в екип с атомния БПК от проект 1199, впоследствие еволюирал в проект 11990.
Проект 1293 се готви от същото Северно ПКБ. В резултат се очертава атомен крайцер с намалена водоизместимост и със съкратен състав на въоръженията. Главният калибър е представен от същия „Гранит“, но ПУ стават 16 спрямо 20 на проект 1144, усъвършенстваната версия на „Форт“ има съкратен с 1,5 пъти боекомплект. Предполага се също и ЗРК „Кинжал“, а от ЗРАК се „Кортик“ се отказват. Стигат до извода, че тежкият комплекс е неспособен да осъществи дострела на целите в близката зона и той се заменя с 8 установки АК-630.
Крайцерът трябва да има най-новото радиоелектронно оборудване, но към края на 1980-те е издигнато мнението, че ударните ракетни крайцери при наличие на пълноценни самолетоносачи въобще не са нужни. Проектът е спрян, а разпадът на СССР прави като цяло разработката на ракетни крайцери неактуална задача.
| Сравнителни ТТХ на ракетните крайцери на СССР 1970-те – 1980-те г. |                                                                |                                                       |                                                                            | |                                                                          |                                                 |
|                                                                    | Проект 1080 (непостроен)                                       | Проект 1165 (непостроен)                              | Проект 1144                                                                | Проект 1144.2 | Проект 1164                                                              | Проект 1293 (непостроен)                        |
| Водоизместимост, стандартна/пълна, t                               | 15 000 – 16 000/?                                              | 20 000/?                                              | 24 100/26 190                                                              | 24 100 – 24 400/26 190 – 26 300 | 9300/11 300                                                              | 14 190/?                                        |
| Силова установка                                                   | ГТУ, 80 000 + 12 000 к.с.                                      | Ядрена, н/д                                           | Ядрена, 140 000 к.с.                                                       | Ядрена, 140 000 к.с. | ГТУ, 110 000 + 20 000 к.с.                                               | Ядрена, н/д                                     |
| Максимална скорост, възела                                         | 30 – 32                                                        | 30                                                    | 31                                                                         | 31 | 32                                                                       | 30                                              |
| Далечина на плаване, мили на скорост, възела                       | н/д                                                            | Неограничена                                          | Неограничена                                                               | Неограничена | 7500/18                                                                  | Неограничена                                    |
| Автономност, денонощия                                             | 30                                                             | 60                                                    | 60                                                                         | 60 | 30                                                                       | 60                                              |
| Ракетно въоръжение, ПУ, брой ракети                                | УВП ОТР „Елбрус – М“ – 4х50 (200), УВП ЗРК „Кинжал“ – 8х8 (64) | ПКРК „Гранит“ – 32 – 48, ЗРК „Форт“ −4 −8x8 (32 – 64) | ПКРК „Гранит“ – 20, ЗРК „Форт“ – 12x8 (96), ЗРК „Оса“ – 2х2 (40)           | ПКРК „Гранит“ – 20, ЗРК „Форт“ – 12x8 (96), На „Петър Велики“ – „Форт“/„Форт-М“ – 12х8 (94), ЗРК „Оса“ – 2х2 (40), На „Петър Велики“ – ЗРК „Кинжал“ – 8х8 (64) | ПКРК „Базалт“ – 8х2 (16), ЗРК „Форт“ – 8x8 (64), ЗРК „Оса-МА“ – 2х2 (40) | ПКРК „Гранит“ – 16, ЗРК „Форт“/„Фал“ – 8x8 (64) |
| Артилерийско въоръжение                                            | 2х2 – 76,2-mm/59, ?х6 – 30-mm/54                               | 1х2 −130-mm/54, 6 – 8 х6 – 30-mm/54                   | 2х1 −100-mm/59, 8х6 – 30-mm/54                                             | 1х2 – 130-mm/54, 8х6 – 30-mm/54 на „Адмирал Лазарев“, 6 ЗРАК „Кортик“ на останалите                                                                            | 1х2 – 130-mm/54, 6х6 −30-mm/54                                           | 1х2 – 130-mm/54, 8х6 – 30-mm/54                 |
| Противолодъчно въоръжение                                          | 2х12 – РБУ-6000                                                | 2х12 – РБУ-6000                                       | ПЛРК „Метель“ – 1х2 (10), 1х12 – РБУ-6000, 2х6 – РБУ-1000, 2х5 – 533-mm ТА | ПЛРК „Водопад“ – 10х1, 1х12 – РБУ-6000 (само на „Адмирал Лазарев“), 2х6 – РБУ-1000, 1х10 – РБУ-12000 (освен на „Адмирал Лазарев“)                              | 2х5 – 533-mm ТА                                                          | ПЛРК „Водопад“ – 2х4 (8), 2х10 – РБУ-12000      |
| Авиационно въоръжение                                              | 2                                                              | 1 – 2                                                 | 3                                                                          | 3 | 1                                                                        | 2                                               |
| Екипаж                                                             | 450 – 500                                                      | 500 – 600                                             | 710                                                                        | 727 | 485                                                                      | 500 – 600                                       |

## Оценка на класа ракетен крайцер
Класът на ракетните крайцери се развива главно във флотите на САЩ и СССР. Ракетни крайцери във флотовете на континентална Европа съществуват в единични екземпляри, а британските леки ракетни крайцери са по-скоро големи разрушители с ограничени бойни възможности.
Ако не се брои останалият като експериментален крайцер „Лонг Бийч“, в развитието на американските и съветските ракетни крайцери има много общо. И едните и другите водят своя произход не от крайцерите на Втората световна война, а от разрушителите (есминците): американските от разрушителите на типа „Фарагут“, съветските от есминците проект 57 И двата се строят с практически пълно пренебрегване на пасивната защита в боя. Бронирането в болшинството случаи липсва, в конструкциите са широко използвани пожароопасните леки сплави. Последната тенденция изменят уроците на Фолкландската война.
В останалото пътищата на развитие при американските и съветските крайцери се разминават. Американските крайцери се проектират като ескортни кораби за авионосните съединения и неслучайно дълго време се именуват фрегати. Техните задачи са обезпечението на ПВО и ПЛО, възможността за морски бой дори не се разглежда насериозно. Към противокорабните ракети американските моряци дълго време се отнасят скептично, особено с оглед мощта на своята палубна авиация. Обаче след приемането на въоръжение на ракетите „Харпун“ и „Томахоук“ американските крайцери се превръщат в универсални кораби, способни да се борят с въздушен, надводен и подводен противник, а също и да нанасят мощни удари по брега.
Съветският флот, неразполагащ със самолетоносачи, се нуждае въпреки всичко от средства за борба с авионосните групировки на противника. В тази ситуация е направен опит да се надмине не изпреварвайки, т.е. с помощта на асиметричен отговор.
| „                                                                   | Възниква естествено желание да се търси достатъчно достъпно и възможно за страната средство, което да позволи в сравнително кратки срокове да неутрализара или да отслаби широките бойни възможности на ВМС на НАТО и преди всичко неговия главен компонент – АУС. Най-приемлив вариант за решаването на такива задачи в онези условия е създаването и развитието на специални кораби и подводни лодки, носещи крилати ракети клас „кораб-кораб“ за нанасяне на удари по големи кораби, преди всичко по самолетоносачи. | “ |
| Кузин В. П., Никольский В. И. Военно-Морской флот СССР 1945 – 1991. | |   |

За развитието на флотските сили способства и „ракетната еуфория“, обхванала не само високите политически кръгове, но и ръководството на флота. Предполага се, че съветските ракетни крайцери ще бъдат способни самостоятелно да нанасят съкрушителни удари по вражеските авионосни съединения, а ЗРК се разглеждат като средство за гарантирана защита от въздушно нападение.
Независимо от проявилия се през 1960-те години противолодъчен уклон в развитието на надводните кораби, задачата за борба със самолетоносачите никой не е отменял, което на свой ред изисква използването на разнородни сили. Под тази концепция и се разработват съветските ракетни крайцери от периода 1970-те – 1980-те години. Постройката на корабите от проектите 1144 и 1164 става голямо постижение за съветското корабостроене, но въпроса за техните реални способности да нанесат удар по американските самолетоносачи си остава открит.
През 1980-те години най-накрая е взет курс към създаването на балансиран надводен флот, включващ в себе си и пълноценни самолетоносачи. В тази връзка се изказва мнението, че в своя си вид, ракетните крайцери от особения съветски тип не са необходими на флота. Разпада на СССР и последващите след него политико-икономически процеси правят дискусията за бъдещите крайцери за Руския флот неактуална.

## Перспективните ракетни крайцери
Оценявайки еволюцията на ракетните крайцери не е трудно да се отбележи, че те са продукт от еволюцията на разрушителите (есминците), и неслучайно границата между тези два класа почти се е изтрила. Действително е трудно да се каже, в какво се състои принципната разлика между най-новите разрушители от типовете „Арли Бърк“ (Arleigh Berke) или „Конго“ (Kongou) и крайцерите „Тикондерога“. Освен това последният американски проект за разрушител „Зумвалт“ (Zumwalt) оставя и американските крайцери далеч назад. Неговата водоизместимост достига 14 960 тона – един и половина пъти, отколкото на крайцер.
За ВМФ Русия създаването на нови ракетни крайцери не се представя понастоящем за необходимо, още повече че ТТХ на перспективния тип есминци фактически покрива потенциала на крайцерите проект 1164 и разполага с ЯСУ – фактически резултатът е сходен с проекта „Зумвалт“ – перспективния есминец (разрушител) ще е по-силен от наличните РКР (изначално проектът е призван да замени и крайцерите от типа „Атлант“, и ЕМ „Сарич“, и БПК „Удалой“). Европейските страни на НАТО и вероятно Япония не се нуждаят от кораби подобен клас. Китай вероятно желае да получи ракетни крайцери, но няма техническите възможности.
Така появата на новото поколение ракетни крайцери може да се свързва само със САЩ. По данни на открития печат в американските военноморски кръгове се обсъжда възможността за постройка от 2016 – 2019 г. на от 19 до 24 крайцера нов тип – CG (X), които да заменят корабите тип „Тикондерога“. Новият проект трябва да е базиран на корпуса и системите на разрушителя „Зумвалт“, да има близка към неговата водоизместимост, газотурбинна силова установка и усилено зенитно въоръжение, за да служи в ролята на авионосен ескорт.
Още един от обсъжданите проекти е крайцера CGN (X), който ще е значително по-голям – в порядъка на 25 000 тона водоизместимост. Той ще има ЯСУ и ще носи перспективни ракети, оптимизирани за височинно прехващане на балистични цели. Фактически се предполага корабът да бъде подвижна противоракетна платформа. Американските ВМС разчитат да получат пет атомни крайцера от този тип. И двата проекта са в проучвателен стадий.

## Коментари
1. ↑  Буквите показват принадлежността към определен класː ВВ – линкор, СС, CL, СА – съответно линеен, лек или тежък крайцер, CV – самолетоносач, DD – разрушител, SS – подводница и т.н.